# Eilema nubecula
Eilema nubecula là một loài bướm đêm thuộc phân họ Arctiinae, họ Erebidae.